# Jaroslav Němec (fotbalista)
Jaroslav Němec (* 6. března 1954) je bývalý český fotbalista, útočník, reprezentant Československa.

## Fotbalová kariéra
Za československou reprezentaci odehrál v letech 1982–1985 čtyři utkání. V československé lize nastoupil ve 163 utkáních a dal 52 gólů. Hrál za Bohemians (1978–1984), s nimiž získal roku 1983 mistrovský titul a postoupil do semifinále Poháru UEFA, a za Slavii Praha. V Poháru mistrů evropských zemí nastoupil v 1 utkání a dal 1 gól a v Poháru UEFA nastoupil ve 13 utkáních a dal 2 góly.

## Předseda AFK Kolín
Méně úspěšné bylo však jeho působení manažera (předsedy) AFK Kolín. Za jeho funkce klub zanikl. V roce 2016 na něj město Kolín podalo trestní oznámení pro pomluvu. V roce 2017 byl obviněn z pojistného podvodu, který se týkal požáru tribuny stadionu AFK Kolín. Soud ho v roce 2021 pravomocně odsoudil k podmínečnému trestu s povinností uhradit škodu.

## Ligová bilance
| Ročník                                   | Zápasy | Góly | Klub            |
| ---------------------------------------- | ------ | ---- | --------------- |
| Česká národní fotbalová liga 1977/78     | –      | –    | TJ Kolín        |
| 1. československá fotbalová liga 1978/79 | 26     | 7    | Bohemians Praha |
| 1. československá fotbalová liga 1979/80 | 16     | 3    | Bohemians Praha |
| 1. československá fotbalová liga 1980/81 | 27     | 6    | Bohemians Praha |
| 1. československá fotbalová liga 1981/82 | 19     | 5    | Bohemians Praha |
| 1. československá fotbalová liga 1982/83 | 22     | 12   | Bohemians Praha |
| 1. československá fotbalová liga 1983/84 | 3      | 0    | Bohemians Praha |
| 1. československá fotbalová liga 1983/84 | 15     | 4    | Slavia Praha    |
| 1. československá fotbalová liga 1984/85 | 27     | 13   | Slavia Praha    |
| 1. československá fotbalová liga 1985/86 | 8      | 2    | Slavia Praha    |
| CELKEM 1. liga                           | 163    | 52   |                 |